# Rudolf Jakob Humm
Rudolf Jakob Humm (* 13. Januar 1895 in Modena, Italien; † 27. Januar 1977 in Zürich) war ein Schweizer Schriftsteller und Übersetzer.

## Leben
Der älteste von drei Söhnen eines aus Kirchleerau ausgewanderten Schweizer Kaufmanns wuchs in Modena auf und schloss die Schule mit der Matura an der Kantonsschule Aarau ab. Er studierte ab 1915 Physik in München, Göttingen und Berlin; dort besuchte er im Mai 1917 Albert Einstein in dessen Berliner Wohnung, um drei seiner Arbeiten zu bekommen. Ab 1918 studierte er Nationalökonomie in Zürich. 1922 liess er sich, ohne Abschluss, als freier Journalist und Übersetzer in Zürich nieder. 1923 heiratete er die aus Schottland stammende Malerin Lily Crawford (1896–1979); sie hatten zwei Kinder. So war er der Vater des späteren Künstlers und Bühnenbildners Ambrosius Humm (1924–2018) und Grossvater des Schauspielers Imanuel Humm. Seine Schwiegertochter ist die Bildende Künstlerin Regula Humm-Rellstab und seine Schwägerin war die Architektin Flora Steiger-Crawford.
1929 konnte er mit seinem Roman Das Linsengericht – von Hermann Hesse öffentlich gelobt – ein erfolgreiches Debüt als Schriftsteller feiern. Ab 1932 engagierte er sich politisch, zusammen mit Kollegen wie Jakob Bührer oder Fritz Brupbacher, gegen Faschismus und Kriegshetze, wobei er sich nach 1936 vom Kommunismus distanzierte. Von 1933 bis 1938 nahm er eine Reihe deutscher Emigranten in seinem Zürcher «Rabenhaus» am Limmatquai, das er ab 1934 bewohnte, auf. Er veranstaltete in seinem Heim auch literarische Abende. Auf diesen waren u. a. Klaus und Erika Mann, Ignazio Silone, Friedrich Glauser und Albin Zollinger zu Gast. In den Kriegsjahren schuf er eine Reihe von Übersetzungen, insbesondere für die Büchergilde Gutenberg. 1948 gründete er mit Meine Meinung eine eigene Literaturzeitschrift, die er ab der zweiten Nummer als Unsere Meinung bis zu seinem Tod 1977 fortsetzte.
Mit seinem Theaterstück Der Pfau muss gehen errang er 1950 den ersten Preis im Zürcher Dramenwettbewerb anlässlich der 600-Jahr-Feier des Beitritts zur Eidgenossenschaft; es wurde im Mai 1951 uraufgeführt. Neben erzählerischen Werken entstanden in dieser Zeit auch ein paar Hörspiele. Sein Schaffen wurde von der Stadt Zürich 1969 mit der Verleihung des Literaturpreises gewürdigt.
Rudolf Jakob Humm verstarb 1977 im Kantonsspital Zürich an den Folgen eines Verkehrsunfalls. Sein Nachlass wird in der Zentralbibliothek Zürich aufbewahrt. Seine letzte Ruhestätte fand er auf dem Friedhof Nordheim.

## Werke

### Prosa
- Das Linsengericht. Analysen eines Empfindsamen. Roman. Urban, Freiburg im Breisgau 1928
- Der kranke Mann aus Exotien. Novelle. WBK, Zürich 1933
- Die Inseln. Roman. Oprecht, Zürich 1936
- Don Quijote und der Traum vom goldenen Zeitalter. Vereinigung Oltner Bücherfreunde (VOB 5), Olten 1939
- Carolin. Zwei Geschichten aus seinem Leben. Roman. Büchergilde Gutenberg, Zürich 1944
- Brief über die Novelle. Bühl, Herrliberg 1945
- Glimmer und Blüten. Gesammelte Novellen. Bühl, Herrliberg 1945
- Der Gesellschaftsroman. Origo, Zürich 1947
- Die vergoldete Nuss. Novelle. Vineta, Basel 1951
- Sieben Märchen der Elisa Barbanti. Büchergilde Gutenberg (Werbegabe), Zürich 1953
- Der Vogel Greif. Ein Roman. Steinberg, Zürich 1953
- Springinsfeld und Sauerkloss oder Das Freudenfest. Ein Märchen. Sauerländer, Aarau 1954
- Kleine Komödie. Ein heiterer Zürcher Roman. Ex Libris, Zürich 1958
- Die Nelke oder Freut euch des Lebens. Zürcher Novelle. Fretz & Wasmuth, Zürich 1962
- Bei uns im Rabenhaus. Aus dem literarischen Zürich der Dreissigerjahre. Fretz & Wasmuth, Zürich 1963; Huber, Frauenfeld 2002, ISBN 3-7193-1252-6
- Spiel mit Valdivia. Roman. Fretz & Wasmuth, Zürich 1964
- Alex der Gauner. Dokumentarischer Roman. Viktoria, Bern 1966
- Mitzudenken. Reflexionen aus zwei Jahrzehnten. Nachwort von François Bondy. Kandelaber, Bern 1969
- 7 × 7 Geschichten des Dr. Semper. Domo, Zürich 1969
- Der Kreter. Roman. Classen, Zürich 1973
- Der Wicht. Roman. Classen, Zürich 1976
- Universität oder ein Jahr im Leben des Daniel Seul. Roman. Classen, Zürich 1977
- Lady Godiva. Ein Zirkusroman. Classen, Zürich 1980.

### Theater
- Theseus und der Minotaurus. Puppenspiel. Büchergilde Gutenberg (Werbegabe), Zürich 1941
- Tristan da Cunha. Ein Schauspiel in drei Akten. Zürich 1950
- Der Pfau muss gehen. Schauspiel in zwei Akten. Zürich 1951
- Die Schuhe des Herrn Lamy. Szenen aus der Pariser Kommune. Ein Schauspiel in neun Bildern. Zürich 1953.

### Übersetzungen
- Monique Saint-Hélier: Morsches Holz. Roman. Morgarten, Zürich 1938
- Ignazio Silone: Die Schule der Diktatoren. (als «Jakob Huber») Europa, Zürich 1938
- Denis de Rougemont: Tagebuch eines arbeitslosen Intellektuellen. BG, Zürich 1939
- Orlando Spreng: Rekrut Senzapace. Roman. BG, Zürich 1940
- Honoré de Balzac: Das Chagrinleder. BG, Zürich 1941
- Louis Codet: Cäsar Capéran oder Die Überlieferung. BG, Zürich 1941
- Charles François Landry: Buschwald. Roman. BG, Zürich 1941
- Jean Charbonneaux: Archaische Plastik der Griechen und Klassische Plastik der Griechen. BG, Zürich 1942/43
- Pierre Quet, Pierre Accoce: Moskau wusste alles. Schweizer Verlagshaus, Zürich 1966
- Upton Sinclair: Co-op. Der Weg der amerikanischen Arbeitslosen zur Selbsthilfe. Association, Hamburg 1974